# イリーナ・スタルシェンバウム
イリーナ・ウラディミロヴナ・スタルシェンバウム（ロシア語: Ирина Владимировна Старшенбаум, tr. Irina Vladimirovna Starshenbaum、1992年3月30日 - ）はロシアの舞台、映画女優で声優。

## 生い立ちと教育
女優アナ・スタルシェンバウムの姪である。イリーナの父親はアナの異母兄である。
イワン・フョードロフ・モスクワ国立印刷芸術大学（メディアビジネスおよびパブリックリレーション学部）を卒業した。スタルシェンバウムはモスクワ国立教育大学で舞台芸術、修辞学および哲学のコースを修了し、アレクサンドル・ジュバの演技精神物理学のトレーニングに参加した。

## 演技キャリア
2013年からテレビドラマのシリーズで演技している。2017年、フョードル・ボンダルチュク監督の映画『アトラクション 制圧』の主役で映画出演を果たした。
2018年、スタルシェンバウムが女性のメインキャラクターを演じた、ヴィクトル・ツォイとマイク・ナウメンコについてのキリル・セレブレニコフの映画『LETO -レト-』が公開された。
2015年に第6回シルバー・ソード国際ステージ・フェンシング・フェスティバルのホストを勤めた。
2018年の冬、彼女は他の俳優やミュージシャンと一緒に、動物の権利の保護に関する法律を可決するよう要請するプーチン大統領への集合的なビデオメッセージを録音した。

## 私生活
『アトラクション 制圧』の撮影後、アレクサンドル・ペトロフとデートするようになり、2017年に婚約したが2019年に離別した。

## 出演作品
| 公開年 | タイトル                             | 役名                               | 備考                               |
| ------ | ------------------------------------ | ---------------------------------- | ---------------------------------- |
| 2015   | Переезд (Pereezd)                    | Nastya Semyonova                   |                                    |
| 2015   | Krysha mira)                         | Olga Shubina                       |                                    |
| 2016   | Шакал (Jackal)                       | Kalina Poltavchenko                | スタスの友人、国立映画基金の勤務者 |
| 2016   | Ольга (Olga)                         | Svetlana                           | イゴールとグリーシャの友人         |
| 2017   | 『アトラクション 制圧』              | ユリア・ヴァェンチノヴナ・レベデワ | 学校の生徒                         |
| 2017   | Чёрная вода (Chyornaya voda)         | Polina                             |                                    |
| 2017   | Лачуга должника (Lachuga dolzhnika)  | Ella                               |                                    |
| 2018   | Лёд (Ice)                            | Zhzhenova                          | ライバル                           |
| 2018   | 『LETO -レト-』                      | ナタリア・ナウメンコ               |                                    |
| 2018   | Килиманджара (Kirimanjara)           | Marusya                            |                                    |
| 2019   | 『T-34 レジェンド・オブ・ウォー』    | アーニャ・ヤルツェヴァ             |                                    |
| 2019   | Содержанки (Soderzhanki)             | Ulyana                             |                                    |
| 2019   | Учителя (Uchitelya)                  | Masha                              |                                    |
| 2019   | 『アトラクション 侵略』              | ユリア・ヴァェンチノヴナ・レベデワ |                                    |
| 2019   | Горизонт (Horizon)                   | Lena                               |                                    |
| 2020   | Шерлок в России (Sherlock in Russia) | Sofya Kasatkina                    |                                    |
| 2021   | Общага (The Dorm)                    | Nellie                             |                                    |

## = 声優
| 公開年 | タイトル                                            | 役名       | 備考               |
| ------ | --------------------------------------------------- | ---------- | ------------------ |
| 2018   | 『シュガー・ラッシュ:オンライン』                   | シンデレラ | ロシア語版吹き替え |
| 2020   | Кощей. Настоящая история (Koshchey: The True Story) | May        |                    |